# Louta
Louta (franska: Louta (CR), Louta (Commune Rurale), arabiska: لوطا) är en kommun i Marocko.   Den ligger i provinsen Al Hoceïma och regionen Tanger-Tétouan-Al Hoceïma, i den nordöstra delen av landet, 290 km öster om huvudstaden Rabat. Antalet invånare är 6 325.